# August Agbola O’Brown
August Agbola O’Brown, Augustine Agboola Browne, August Agbola Browne lub Augustus Browne, ps. „Ali” (ur. 22 lipca 1895 w Lagos, zm. 8 września 1976 w Londynie) – polski muzyk pochodzenia nigeryjskiego, uznawany często za jedynego czarnoskórego uczestnika powstania warszawskiego.

## Życiorys

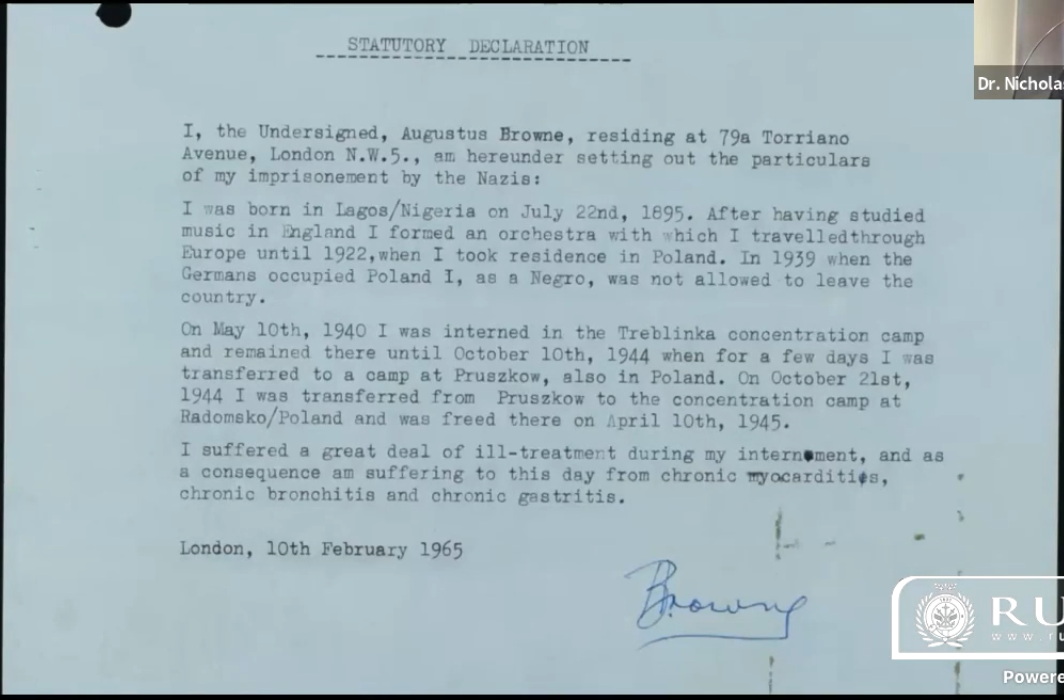
Deklaracja uwięzienia w obozach Treblinka, Pruszków, Radomsko w latach 1940–1945

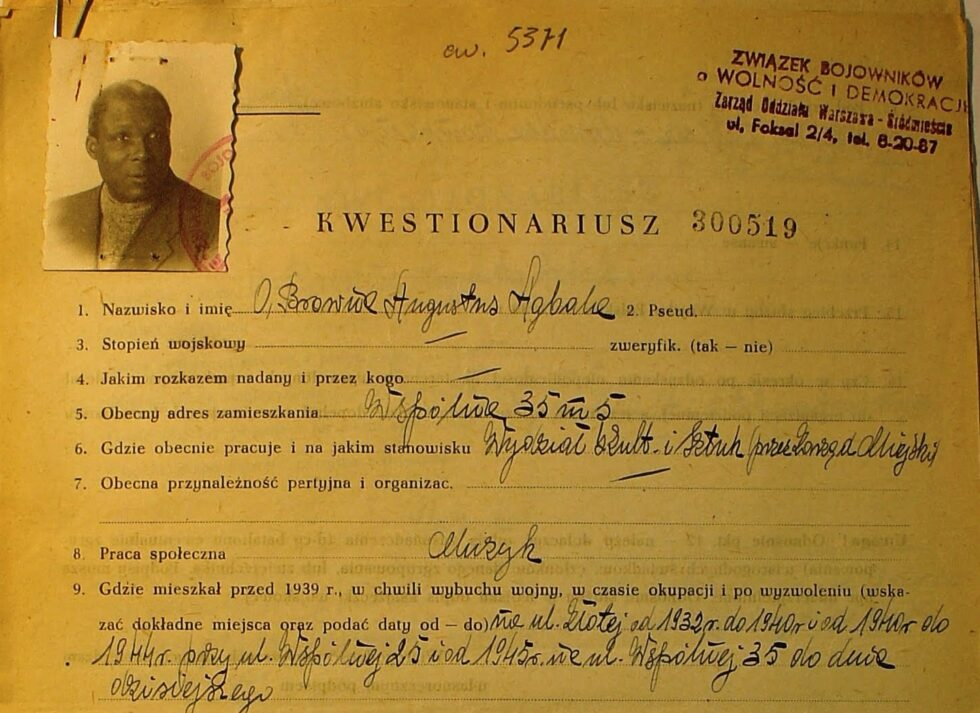
Kwestionariusz 300519 ZBoWiD. Przedstawia on: zdjęcie Augusta O'Browna, pełne imię i nazwisko, zawód, adres zamieszkania, brak stopnia wojskowego

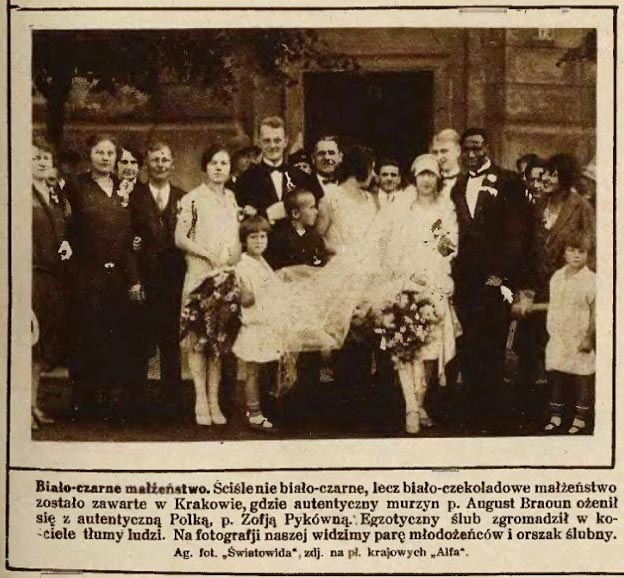
Zdjęcie zamieszczone w gazecie "Światowid: ilustrowany kurjer tygodniowy. 1927, nr 35" ze ślubu Augusta i Zofii

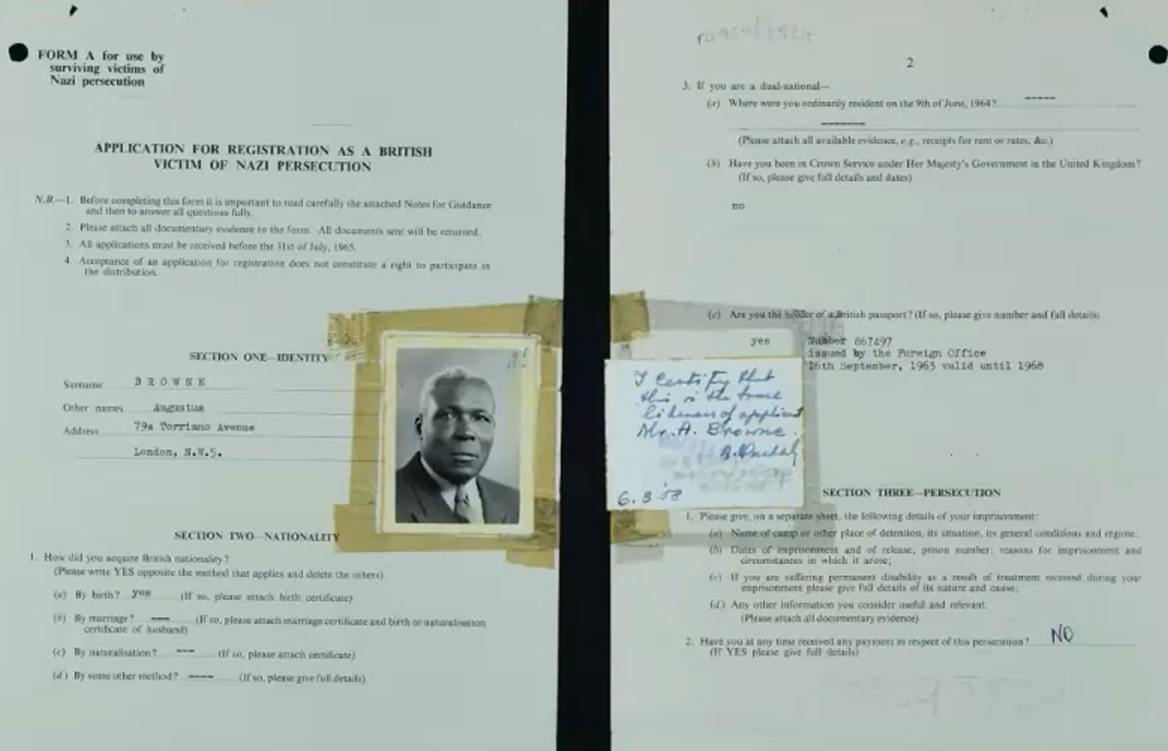
Wniosek o rejestrację jako brytyjska ofiara prześladowań nazistowskich

Urodził się na terenie dzisiejszej Nigerii. Do Polski trafił w 1922 roku. Z zawodu był muzykiem jazzowym – perkusistą, pracował w lokalach rozrywkowych. Osiadł w Krakowie, gdzie ożenił się z Polką – Zofią Pykówną. Miał z nią dwoje dzieci – Ryszarda (ur. 1928) i Aleksandra (ur. 1929). Kobietę tę August wkrótce opuścił. Od 1932 r. mieszkał w Warszawie przy ulicy Złotej.
W 1949 roku zgłosił się do ZBoWiD. W ankiecie personalnej napisał, że brał udział w obronie Warszawy w 1939 roku, a także w powstaniu warszawskim. Według własnej relacji, miał nosić pseudonim „Ali”, należeć do oddziału dowodzonego przez kaprala Aleksandra Marcińskiego ps. „Łabędź” oraz walczyć na terenie Śródmieścia. Po nazwisku dowódcy historycy ustalili, że chodziło o batalion Iwo walczący na terenie Śródmieścia Południowego. Relację tę może potwierdzać świadectwo powstańca warszawskiego Jana Radeckiego ps. „Czarny”, który wskazał, że widział czarnoskórego mężczyznę w dowództwie batalionu Iwo przy ul. Marszałkowskiej 74, być może w łączności, w centrali telefonicznej. Radecki nie pamiętał natomiast personaliów tego mężczyzny.
Zbigniew Osiński – historyk, który odnalazł w archiwum ankietę personalną O’Browna – uznaje za mało prawdopodobne, aby tenże pełnił służbę żołnierską w charakterze łącznika; raczej pracowałby on dla powstańców na zapleczu, np. w radiostacji.
Brak jest jego zdjęć z okresu II wojny światowej, w tym z okresu obrony Warszawy i powstania warszawskiego, jak również notatek prasowych, podczas gdy tak egzotyczny żołnierz musiał zwracać uwagę mediów. Wszystkie ujęcia fotograficzne z bronią i w mundurze pochodzą z filmu Żołnierz zwycięstwa w reż. Wandy Jakubowskiej z 1953 r., o życiu gen. Karola Świerczewskiego, w którym występował jako statysta, odgrywając rolę komunistycznego ochotnika Brygad Międzynarodowych podczas wojny w Hiszpanii.
Brak jest informacji na temat jego losów w pierwszych latach po powstaniu. W 1949 roku był zatrudniony w Wydziale Kultury i Sztuki Zarządu Miejskiego w Warszawie. Potem zajmował się graniem jazzu w warszawskich restauracjach.
Być może relację o nim zapisała w „Dzienniku” w 1949 roku Maria Dąbrowska: „Frania [gosposia Dąbrowskiej], która także oglądała Murzynka [lalkę], rzekła nagle: <Tam, gdzie myśmy mieszkali, na Kruczej, był też taki. Ja nie wiem, czy to Murzyn, czy jaki, ale też był czarniutki na twarzy i nos miał taki płaski. I zębami i oczami tak błyskał. Ale on był katolik. I żonę miał Polkę (...) A w powstaniu to on się bił. – Jak to – się bił? – No bił się. Wstąpił i bił się jak wszyscy (...)> Taka była przypowieść Frani o warszawskim powstańcu Murzynie”.
W 1952 lub 1953 roku ożenił się powtórnie, tym razem z Olgą Miechowicz. W 1958 roku wyemigrowali oboje najpierw na krótko do Paryża, by wkrótce osiąść w Wielkiej Brytanii, gdzie w 1959 r. urodziła im się córka Tatiana. Pochowany na Hampstead Cemetery w Londynie w Wielkiej Brytanii.
2 sierpnia 2019 roku u zbiegu pasażu Wiecha i ul. Chmielnej w Warszawie odsłonięto obelisk ku jego pamięci.